# Donalds (Carolina do Sul)
Donalds é uma cidade  localizada no estado norte-americano de Carolina do Sul, no Condado de Abbeville.

## Demografia
Segundo o censo norte-americano de 2000, a sua população era de 354 habitantes.
Em 2006, foi estimada uma população de 343, um decréscimo de 11 (-3.1%).

## Geografia
De acordo com o United States Census Bureau tem uma área de
2,2 km², dos quais 2,2 km² cobertos por terra e 0,0 km² cobertos por água.

## Localidades na vizinhança
O diagrama seguinte representa as localidades num raio de 16 km ao redor de Donalds.